# تپه لارآسی ۲
تپه لارآسی ۲ مربوط به دوران‌های تاریخی پس از اسلام است و در شهرستان بوئین‌زهرا، بخش آوج، روستای سنگاوین واقع شده و این اثر در تاریخ ۱۹ اسفند ۱۳۸۰ با شمارهٔ ثبت ۴۹۹۵ به‌عنوان یکی از آثار ملی ایران به ثبت رسیده است.